# Blåbärsvin
Blåbärsvin, även kallat Solvin eller Fönstervin, är en svag alkoholdryck bestående av vatten, blåbär och socker. Det finns dock varianter som innehåller svarta vinbär. I bären finns naturliga jästämnen som gör att sockret förvandlas till alkohol. Ordet solvin kommer av att man brukade ställa flaskorna i ett fönster så att solvärmen skulle påskynda jäsningsprocessen.
Viner av denna typ har varierad sötma - från helt torra och mycket fräscha i syran till mycket söta och mindre väl balanserade.